# Gil de Ferran

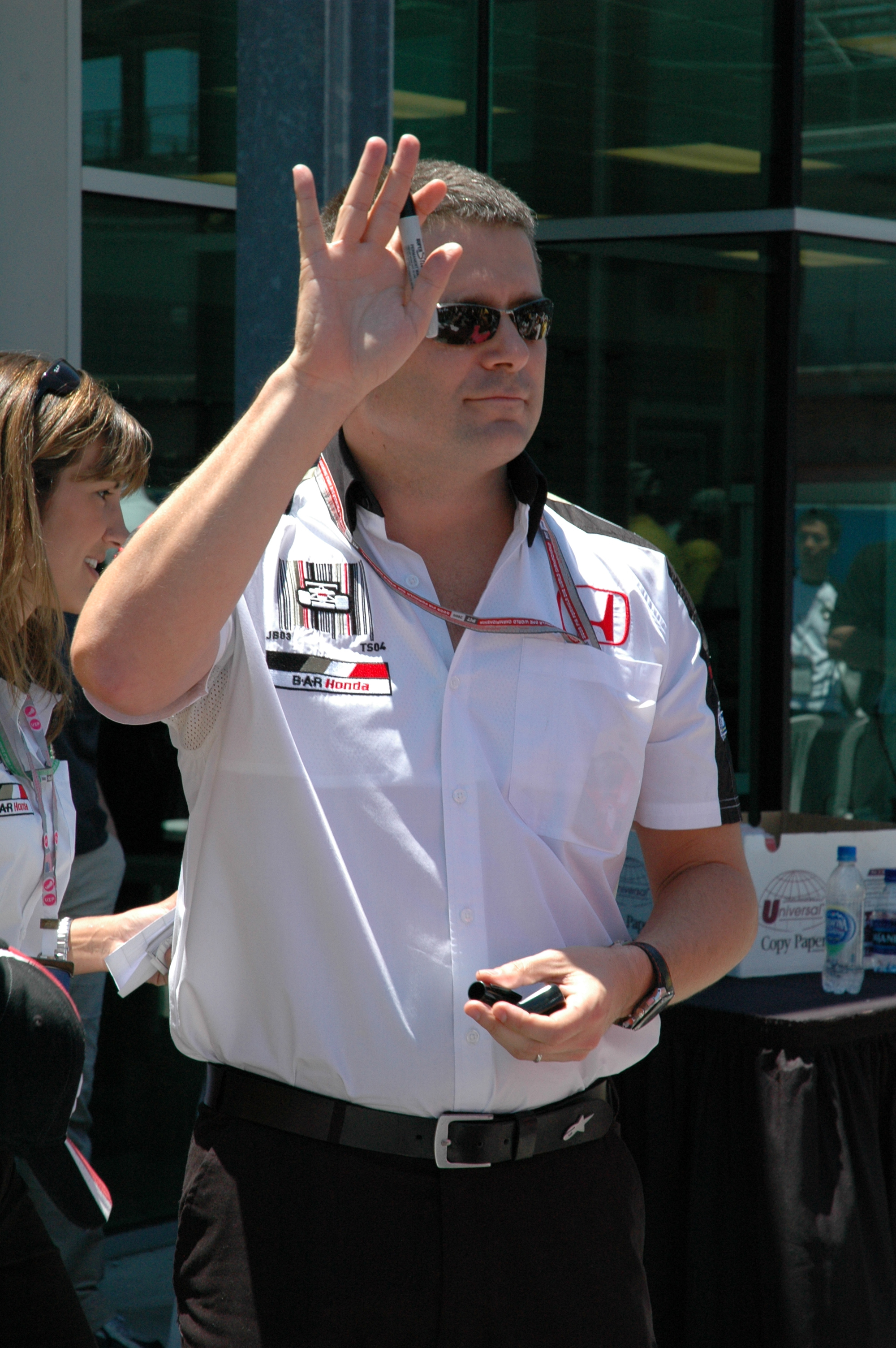
Gil de Ferran 2005-ben a Formula–1-es amerikai nagydíjon

Gil de Ferran (Párizs, 1967. november 11. – Opa-locka, Florida, 2023. december 29.) brazil autóversenyző. A 2003-as indianapolisi 500 mérföldes autóverseny győztese, és a Champ Car sorozat kétszeres bajnoka (2000, 2001).
Évekig meghatározó alakja volt az amerikai CART bajnokságnak, majd jelentős sikereket ért el az IndyCar sorozatban is. 2005 és 2007 között a Formula–1-es BAR istálló sportigazgatója volt.
2008-tól 2009-ig saját csapatával vett részt az Amerikai Le Mans-szériában.

## Pályafutása

### Kezdetek
A 80-as évek elején gokartozással kezdte versenyzői karrierjét. Ezt követően váltott formula-autós versenyzésre, és 1991-ben Rubens Barrichello és David Coulthard mögött a harmadik helyen zárta a brit Formula–3-as bajnokságot. Ebben a sorozatban az 1992-es szezonban hét futamgyőzelmet szerzett és lett bajnok.
1993-ban és 1994-ben a nemzetközi Formula–3000-es szériában szerepelt. Első évében a negyedik, míg a 94-es szezonban a harmadik helyen végzett. 1993-ban tesztlehetőséget kapott a Formula–1-es Footwork Arrows istállónál.

### CART

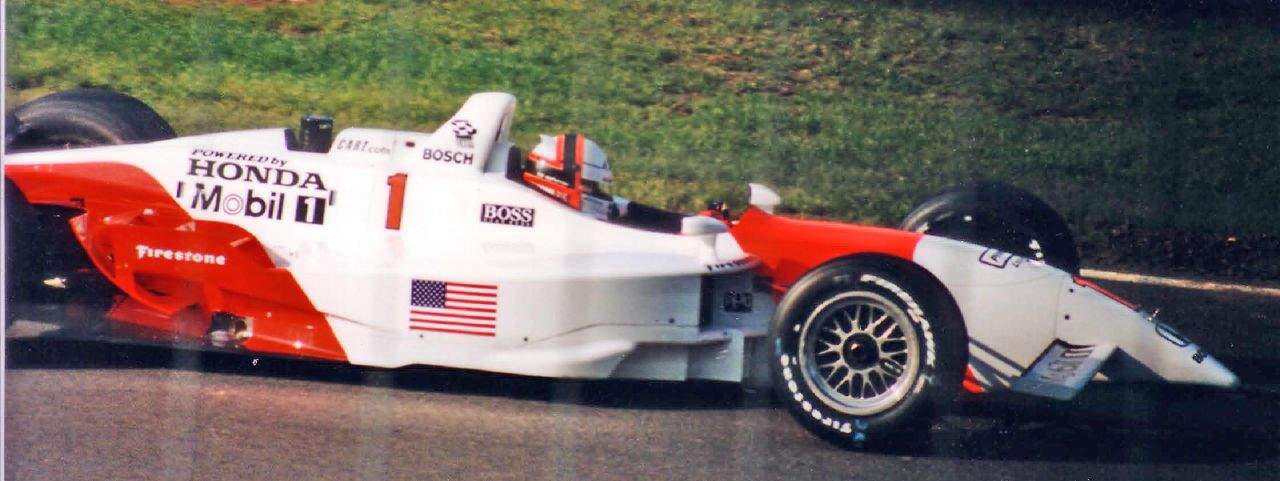
De Ferran 2001-ben a Team Penske autójában

1995-ben került az amerikai CART sorozatba. Az első hat futamon még csak pontszerző sem volt, majd a Milwaukee-i futamon megszerezte első pontjait. A szezon utolsó előtti versenyén második lett, és megnyerte a szezonzáró futamot Monterey-ben. Ezzel a teljesítményével az összetett tizennegyedik helyén zárt, és megnyerte az újoncok értékelését.
Az 1996-os szezonban egy győzelmet és további három dobogós helyezést szerzett. Száznégy pontjával végül a hatodik helyen zárta az összetett értékelést. Csapata, a Jim Hall tulajdonában lévő Hall/VDS Racing a szezon végeztével megszűnt és Gil kénytelen volt új csapatot keresni. Szóba hozták a Formula–1-be ekkoriban csatlakozó Stewart Grand Prix-vel is, ám ő maradt a CART sorozatban és a Walker Racing-hez került.
1997-ben Alex Zanardival harcban volt a bajnoki címért, végül harminchárom pont hátrányban maradt alul és lett második. Gil a szezon folyamán nem nyert futamot, ám hétszer végzett dobogós pozícióban és további öt alkalommal volt pontszerző.
Az ezt követő két évben nem ért el jelentős sikereket. A 98-as szezont a tizenkettedik helyen zárta. 1999-ben noha a portlandi verseny megnyerte és dobogós is tudott lenni többször, az összetettet értékelésben csak a nyolcadik lett.
A 2000-es évre a Team Penske-hez szerződött. Előzetes tervek szerint Greg Moore lett volna a csapattársa, ám a kanadai az 1999-es szezon utolsó versenyén egy balesetben életét vesztette. Moore helyett Gil honfitársa, Hélio Castroneves lett a másik pilóta a csapatnál. Gil az első két futamon megszerezte a pole pozíciót, továbbá megfutotta mindkét futam leggyorsabb körét, de győznie ekkor még nem sikerült. A szezonnyitó futamon, Miamiban a hatodik, az ezt követő versenyen, Long Beach-en pedig a hetedik lett. A szezon további részén már eredményesebb volt. Két futamgyőzelmet szerzett és összesen hétszer állt dobogón. A bajnokság az utolsó futamig nyitott volt. Gil a szezonzárón elért harmadik helyezésével szerezte meg a bajnoki címet, mindössze tíz pontos előnyben Adrián Fernández előtt. Ez volt Brazília első bajnoki címe Emerson Fittipaldi 1989-es sikere óta a sorozatban.
2001-ben megvédte címét. Gil az év nagy részén Kenny Bräckel volt harcban a bajnoki elsőségért, ám a szezon utolsó harmada a brazilnak sikerült jobban így megszerezve második bajnoki címét a szériában.

### IndyCar
2002-ben csapatával együtt otthagyta a CART sorozatot és az IndyCar bajnokságba nevezett. Egész évben a címvédő Sam Hornish, Jr. és Hélio Castroneves volt az ellenfele a bajnoki elsőségért folytatott küzdelemben. Gilnek matematikailag még az utolsó futamon is lehetett volna esélye, hogy megnyerje a bajnokságot, ám ezen a versenyen sérülés miatt nem tudott részt venni, így esélye sem maradt cím elnyerésére. Végül Hornish és Castroneves mögött a harmadik helyen zárta az összetett értékelést.
2003 volt az utolsó éve az Indycar sorozatban. Gil egy második helyezéssel kezdte az évet Miamiban. Ezt követte a phoenixi futam ahol Michael Andrettivel ütközött, és az ekkor szerzett sérülései miatt ki kellett hagynia a soron következő motegi-i versenyt. A legnagyobb presztízzsel rendelkező indianapolisi versenyen már részt vehetett. Csak a tizedik rajthelyet sikerült megszereznie a kvalifikáción, ám a futamot mégis ő nyerte. A szezon hátralevő részén még további két alkalommal győzött és több alkalommal állt dobogón. A szezon végéig megvolt az esélye a bajnokság megnyerésére, ám végül mindössze tizenkilenc ponttal lemaradva az első Scott Dixon mögött a második lett. Gil a szezonzárót megelőzően még csak az ötödik helyen állt, de a Chevy 500-on győzni tudott, így feljött másodiknak a pontversenyben.
A szezon végeztével bejelentette visszavonulását az aktív versenyzéstől. Ezután szakkommentátoraként dolgozott az ABC és ESPN televíziós csatornáknál, ahol különböző motorsport események alatt foglalkoztatták.

### Formula–1-ben sportigazgatóként

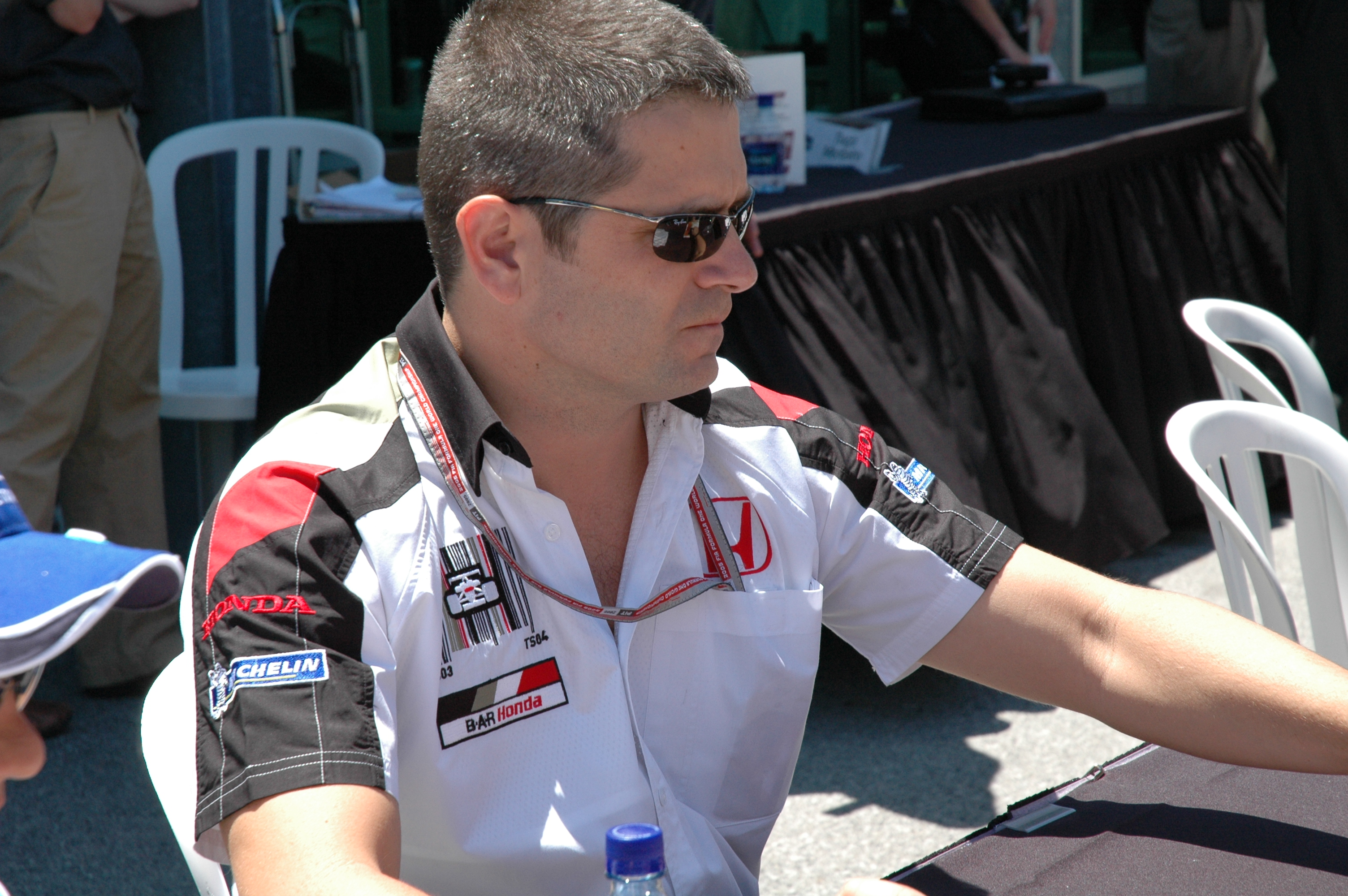
de Ferran a BAR-istálló sportigazgatójaként

2005 áprilisában csatlakozott a Formula–1-ben szereplő British American Racing-hez, ahol a csapat sportigazgatói posztját töltötte be. Gil azután is maradt az alakulatnál miután az Honda néven futott tovább. Noha Jenson Button a 2006-os magyar nagydíjon megszerezte a gyár visszatérése utáni első győzelmét, a 2007-es évben már elmaradtak az eredmények a csapatnál. A 2007-es szezon második felében úgy döntött lemond tisztségéről.
2018 júliusában a McLaren sportigazgatója lett.

## Magánélete
Gil a floridai Fort Lauderdale-ben élt feleségével, Angelával és két gyermekével, Annával (1995) és Luke-kal (1997).
2023. december 29-én szívrohamban halt meg.

## Eredményei

### Champ Car
| Év   | Csapat          | Győzelem | Pont | Helyezés |
| ---- | --------------- | -------- | ---- | -------- |
| 1995 | Hall/VDS Racing | 1        | 56   | 14.      |
| 1996 | Hall/VDS Racing | 1        | 104  | 6.       |
| 1997 | Walker Racing   | 0        | 162  | 2.       |
| 1998 | Walker Racing   | 0        | 67   | 12.      |
| 1999 | Walker Racing   | 1        | 108  | 8.       |
| 2000 | Team Penske     | 2        | 168  | 1.       |
| 2001 | Team Penske     | 2        | 199  | 1.       |

### Teljes Champ Car eredménysorozata
(Táblázat értelmezése)

(Félkövér: pole-pozícióból indult; dőlt: leggyorsabb kört futott) 

| Év   | Csapat      | 1      | 2      | 3      | 4      | 5      | 6       | 7      | 8      | 9      | 10     | 11     | 12      | 13     | 14     | 15     | 16     | 17     | 18     | 19     | 20    | 21    | Helyezés | Pont |
| ---- | ----------- | ------ | ------ | ------ | ------ | ------ | ------- | ------ | ------ | ------ | ------ | ------ | ------- | ------ | ------ | ------ | ------ | ------ | ------ | ------ | ----- | ----- | -------- | ---- |
| 1995 | Jim Hall    | MIA Ki | SRF 16 | PHX 11 | LBH 27 | NZR 19 | INDY Ki | MIL 8  | DET 16 | POR 10 | ROA Ki | TOR 16 | CLE 14  | MIS 12 | MDO Ki | NHM 7  | VAN 2  | LS 1   |        |        |       |       | 14.      | 56   |
| 1996 | Jim Hall    | MIA 2  | RIO 10 | SRF Ki | LBH 5  | NZR Ki | MIS1 9  | MIL 9  | DET 3  | POR 2  | CLE 1  | TOR 18 | MIS2 Ki | MDO 17 | ROA Ki | VAN Ki | LS Ki  |        |        |        |       |       | 6.       | 104  |
| 1997 | Walker      | MIA Ki | SRF 5  | LBH Ki | NZR 4  | RIO 11 | STL 3   | MIL 7  | DET 3  | POR 2  | CLE 2  | TOR Ki | MIS 3   | MDO 6  | ROA 3  | VAN 3  | LS 5   | FON 6  |        |        |       |       | 2.       | 162  |
| 1998 | Walker      | MIA 7  | MOT 3  | LBH Ki | NZR 4  | RIO Ki | STL 6   | MIL Ki | DET 3  | POR Ki | CLE 6  | TOR Ki | MIS Ki  | MDO 9  | ROA Ki | VAN Ki | LS Ki  | HOU Ki | SRF 14 | FON Ki |       |       | 12.      | 67   |
| 1999 | Walker      | MIA 6  | MOT 2  | LBH 6  | NZR 15 | RIO 10 | STL Ki  | MIL 3  | POR 1  | CLE 2  | ROA Ki | TOR Ki | MIS Ki  | DET Ki | MDO 6  | CHI 13 | VAN Ki | LS 6   | HOU 17 | SRF Ki | FON 9 |       | 8.       | 108  |
| 2000 | Team Penske | MIA 6  | LBH 7  | RIO Ki | MOT 9  | NZR 1  | MIL 12  | DET 9  | POR 1  | CLE Ki | TOR 5  | MIS Ki | CHI 3   | MDO 2  | ROA Ki | VAN 5  | LS 2   | STL 8  | HOU 3  | SRF Ki | FON 3 |       | 1.       | 168  |
| 2001 | Team Penske | MTY 2  | LBH 3  | TXS    | NZR Ki | MOT Ki | MIL 7   | DET 6  | POR 13 | CLE 4  | TOR 14 | MIS Ki | CHI 3   | MDO 2  | ROA 5  | VAN 2  | LAU 8  | ROC 1  | HOU 1  | LS 3   | SRF 4 | FON 6 | 1.       | 199  |

### IndyCar
| Év   | Csapat      | Győzelem | Pont | Helyezés |
| ---- | ----------- | -------- | ---- | -------- |
| 2001 | Team Penske | 0        | 46   | 28.      |
| 2002 | Team Penske | 2        | 443  | 3.       |
| 2003 | Team Penske | 3        | 489  | 2.       |

### Teljes IndyCar eredménysorozata
(Táblázat értelmezése)

(Félkövér: pole-pozícióból indult; dőlt: leggyorsabb kört futott) 

| Év   | Csapat | 1      | 2      | 3       | 4      | 5       | 6      | 7      | 8     | 9     | 10    | 11    | 12     | 13    | 14     | 15      | 16    | Helyezés | Pont |
| ---- | ------ | ------ | ------ | ------- | ------ | ------- | ------ | ------ | ----- | ----- | ----- | ----- | ------ | ----- | ------ | ------- | ----- | -------- | ---- |
| 2001 | Penske | PHX Ki | HMS    | ATL     | INDY 2 | TXS     | PPIR   | RIR    | KAN   | NSH   | KTY   | STL   | CHI    | TX2   |        |         |       | 28.      | 46   |
| 2002 | Penske | HMS 2  | PHX 2  | FON 4   | NZR 3  | INDY 10 | TXS 16 | PPIR 1 | RIR 2 | KAN 5 | NSH 2 | MIS 5 | KTY 21 | STL 1 | CHI Ki | TX2 INJ |       | 3.       | 443  |
| 2003 | Penske | HMS 2  | PHX Ki | MOT Sér | INDY 1 | TXS 8   | PPIR 3 | RIR 3  | KAN 3 | NSH 1 | MIS 7 | STL 3 | KTY 9  | NZR 4 | CHI 12 | FON 15  | TX2 1 | 2.       | 489  |

### indianapolisi 500
| Év   | Modell  | Motor          | Rajthely | Eredmény | Csapat |
| ---- | ------- | -------------- | -------- | -------- | ------ |
| 1995 | Reynard | Ilmor-Mercedes | 19.      | 29.      | Hall   |
| 2001 | Dallara | Oldsmobile     | 5.       | 2.       | Penske |
| 2002 | Dallara | Chevrolet      | 14.      | 10.      | Penske |
| 2003 | G-Force | Toyota         | 10.      | 1.       | Penske |